# Ballute

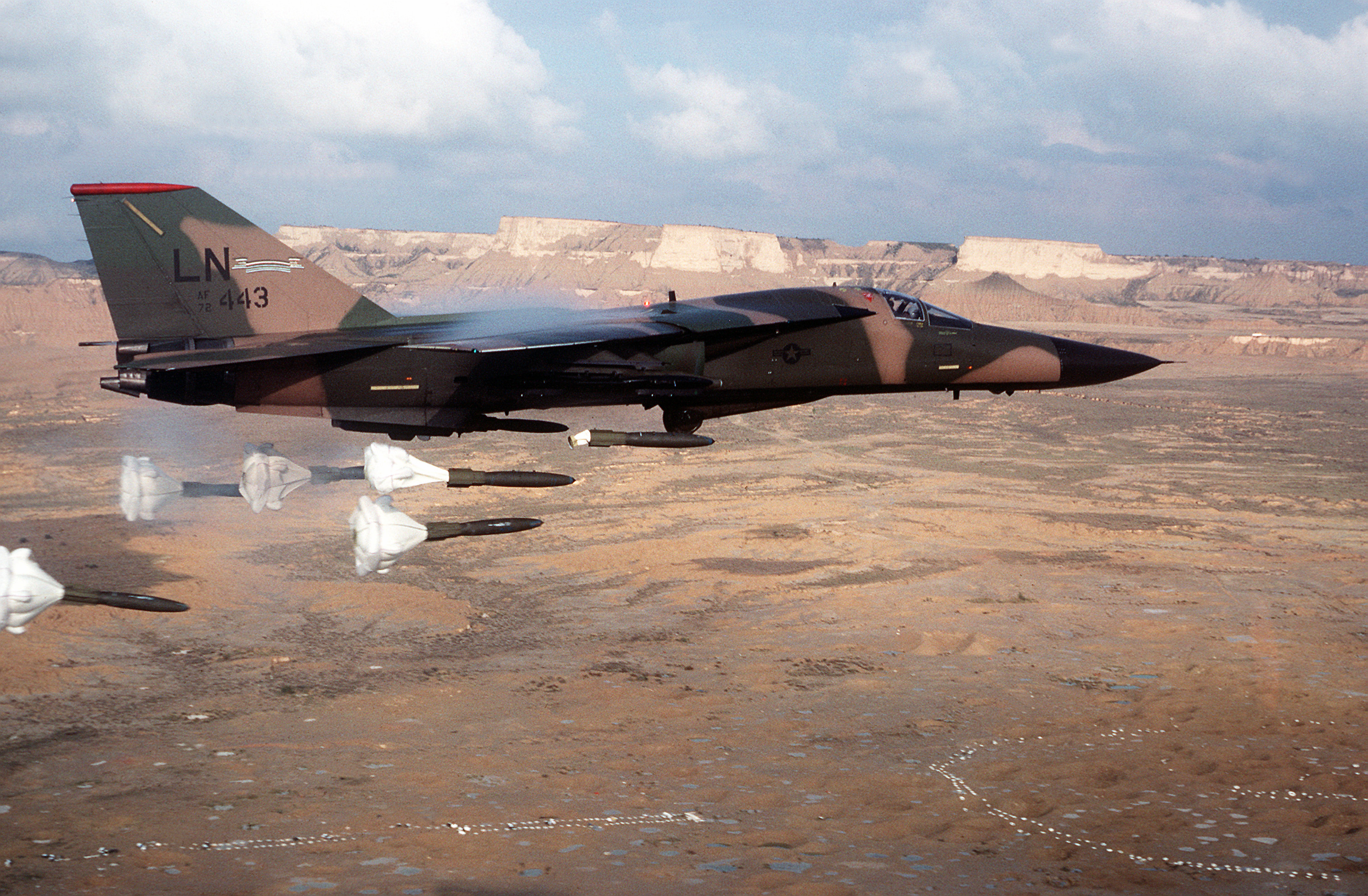
Un F-111 larguant des bombes freinées par des ballutes

Un ballute (mot-valise contraction de « ballon » et « parachute ») est un parachute de freinage optimisé pour pouvoir être déployé à vitesse supersonique, inventé en 1958 par la firme Goodyear. Les premiers ballutes étaient constitués d'un ballon de forme conique, terminé par un boudin torique. Le ballute peut être gonflé soit par un générateur de gaz (système pyrotechnique par exemple), soit par l'air s'engouffrant dans des ouvertures pratiquées à cet effet.
Des ballutes de forme torique ont aussi été développés.

## Principe de fonctionnement

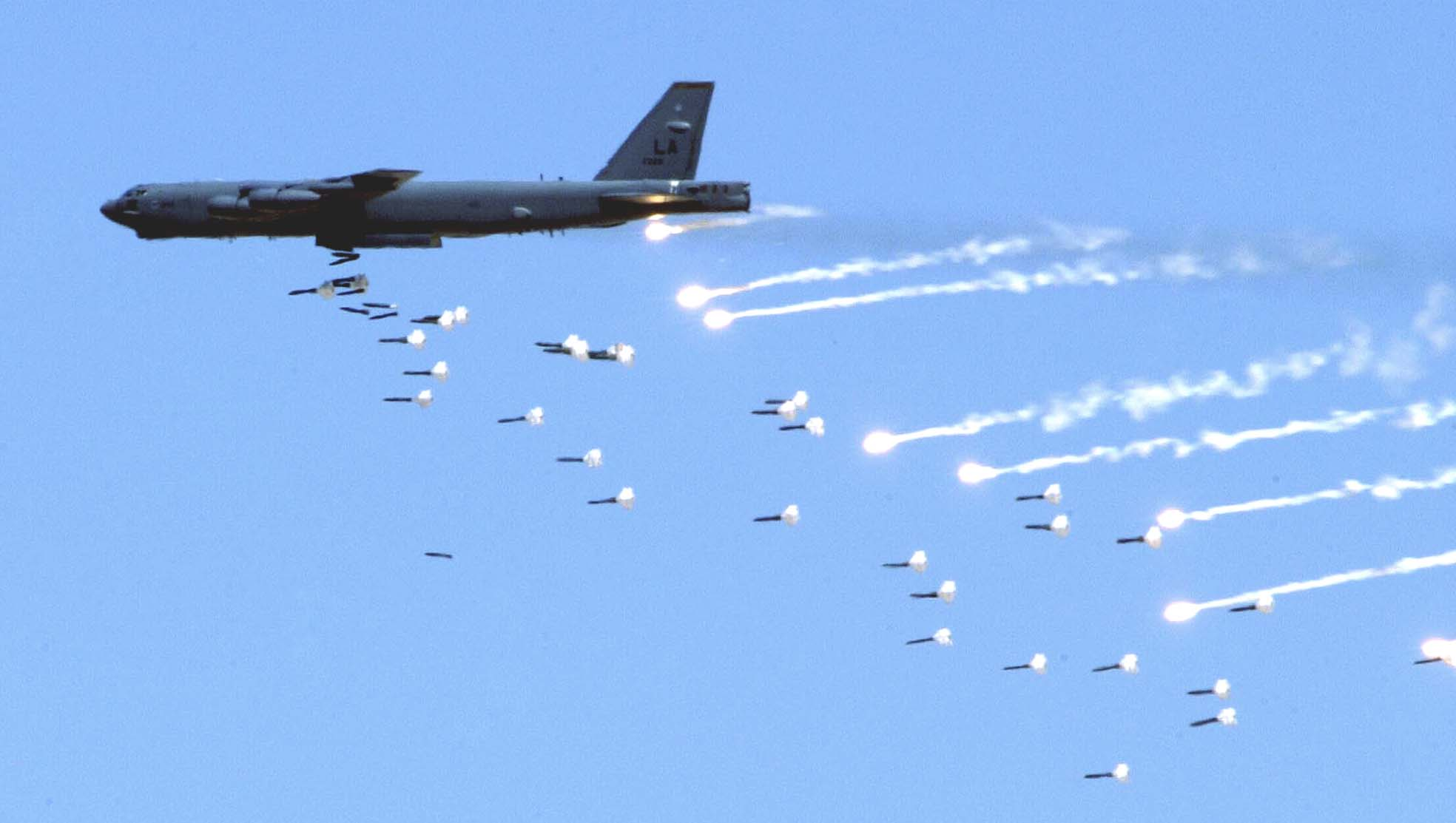
Un bombardier américain B-52 Stratofortress largue une série de bombes freinées. Les petits sacs blancs, visibles à l'arrière des bombes, sont les ballutes permettant de freiner les bombes.

Le principe de fonctionnement est le même que celui d'un parachute : la surface supplémentaire engendre une forte traînée, freinant ainsi l'appareil. L'avantage du ballute est d'être profilé, ce qui le rend plus résistant qu'un parachute et lui permet donc d'être déployé à plus grande vitesse.

## Applications
Le ballute est utilisé sur les bombes freinées, en particulier sur certaines versions de la bombe Mk.82, permettant au dispositif de freinage d'être déployé à vitesse supersonique. L'avion largueur peut donc effectuer sa passe à haute vitesse et mettre un maximum de distance entre lui et le souffle de l'explosion, même dans le cas de largages à très basse altitude. Ce dispositif est aussi utilisé pour freiner les capsules spatiales, lors de leur phase de rentrée atmosphérique. Il est aussi prévu que le dispositif soit utilisé pour l'aérofreinage et l'aérocapture de sondes spatiales.

## Le ballute dans la fiction
- Dans le film 2010 : L'Année du premier contact, le dispositif est utilisé pour l'aérofreinage du vaisseau spatial Alexei Leonov lors de la phase d'approche de la planète Jupiter.
- Dans la série d'animation Gundam, des ballutes sont utilisés pour freiner les vaisseaux spatiaux lors des phases de rentrée atmosphérique.